# Sdružení železničních společností
Sdružení železničních společností, o. s. (IČ 63455358) je zájmové sdružení právnických i fyzických osob – českých železničních dopravců, provozovatelů železničních drah i dalších firem podnikajících v železniční dopravě. Členem sdružení není největší železniční společnost, České dráhy, a náplní sdružení je především boj za rovné liberální konkurenční prostředí a narušení monopolu Českých drah a s nimi spjatých dalších subjektů a vytvoření tržního prostoru pro alternativní operátory. Sdružení také usiluje o oživení železniční dopravy a bojuje proti rušení tratí a zastavování provozu na nich.
Má právní formu občanského sdružení, vzniklo 3. ledna 1996 a sídlí v Jaroměři.
Předsedou představenstva sdružení je Jiří Mužík.

## Činnost a postoje
Předmětem kritiky ze strany sdružení je například skutečnost, že při transformaci Českých drah a oddělení SŽDC byly nádražní budovy převedeny do vlastnictví Českých drah, tedy soukromoprávního provozovatele drážní dopravy, což ztížilo rovný přístup ostatních dopravců.
Rovněž sdružení kritizovalo skutečnost, že v rozporu s evropskou směrnicí vykonával činnost provozovatele dráhy na většině tratí jeden z provozovatelů drážní dopravy.

## Členové sdružení
- BF Logistics s. r. o.
- Česká dopravní společnost s. r. o.
- Česká severní dráha s. r. o.
- DBV-ITL s. r. o.
- Jindřichohradecké místní dráhy a. s.
- Joannes s. r. o.
- Klub přátel lokálky
- Loko Trans s. r. o.
- MBM rail s. r. o.
- METRANS Rail s. r. o.
- Moravskoslezská centrální dráha a. s.
- Slezskomoravská dráha a. s.
- Spolek přátel místních drah
- Student Agency s. r. o.
- Svaz měst a obcí České republiky
- Veolia Transport Česká republika a. s.
- Viamont a. s.
- Zubrnická museální železnice

Přidružení členové:
- OKD, Doprava a. s.